# Ведрово (Вологодская область)
Ведрово — деревня в Вологодском районе Вологодской области.
Входит в состав Прилукского сельского поселения, с точки зрения административно-территориального деления — в Прилукский сельсовет.
Расстояние по автодороге до районного центра Вологды — 28 км, до центра муниципального образования Дорожного — 13 км. Ближайшие населённые пункты — Муравьево, Герасимцево, Ободаево, Шульгино, Северово.
По переписи 2002 года население — 5 человек.